# Legio II Gallica
La Legio II Gallica est une légion romaine.

## Histoire
Article basé sur une dédicace liée à la centuriation d'Orange Arausio remaniée par Vespasien en 77, trouvé à Arausio et conservée au Musée archéologique de la ville.
L'origine de cette légion date des Iulii en particulier de Jules César. Elle participa à la guerre civile. 
Elle fut démobilisée par Auguste vers 35 av. J.-C. et intégrée en tant que colonie au sein de la centuriation d'Orange, remaniée par l'Empereur Vespasien en 77 apr. J.-C. En effet, l'inscription de cette opération est très explicite : 
AE 1999, 01023 : 

« IMPerator CAESAR VESPASIANUS AUGustus PONTIFex MAXimus TRIBunicia POTESTATE VIII IMPerator XVIII Pater Patriae ConSul VIII CENSOR
AD RESTituenda QUAE DIVIUS AUGUSUTUS MILITibus LEGionis II GALLICAE DEDERAT POSSESSA A PRIVATIS PER ALIQUOD ANNOS
FORNAM PROPONI. IUSSIT AD NOTATIO IN SINGULIS CENTURIIS ANNUO VECTIGALI AGENTECURAM L VALERIO UMMIDIO BASSO PROCOS PROVinciae NARBonnensis. 
L'Empereur César Vespasien Auguste, Grand Pontife, 8 fois tribun, 18 fois Imperator, Père de la patrie, Consul, Censeur
Pour restituer les terres publiques possédées depuis quelques années par des personnes privées et que le divin Auguste avait donné aux soldats de la deuxième légion gallique (LEGIO II GALLICA), a ordonné d'afficher un plan où soit noté dans chaque centurie le vectigal (es) (impôt foncier) annuel, sous la responsabilité de Lucius Valerius Ummidius Bassus, Proconsul de la province de Narbonnaise. »

C'est la Legio II Augusta qui la remplace à partir de 27 av. J.-C.